# Federação das Indústrias do Estado do Piauí
Federação das Indústrias do Estado do Piauí (FIEPI) é uma entidade da indústria brasileira. A FIEPI é filiada à Confederação Nacional da Indústria (CNI). A federação localiza-se na cidade de Teresina.
O edifício das entidades da indústria paulista hospeda o Serviço Social da Indústria do Piauí (SESI-PI), o Serviço Nacional de Aprendizagem Industrial do Piauí (SENAI-PI), o Instituto Euvaldo Lodi (IEL) e a sede de alguns sindicatos filiados. A instituição é uma das organizadoras do fórum Piauí Brasil.

## Campanhas recentes

### Nenhum Imposto a Mais
Em outubro de 2017, a FIEPI foi uma das organizadoras de um grande protesto na Assembleia Legislativa do Piauí, contra um projeto de lei encaminhado pelo então governador Wellington Dias (PT) que visava aumentar impostos sobre diversos setores da economia.